# Бузуки
Бузуки е гръцки струнен музикален инструмент, донесен от имигранти от Мала Азия през първото десетилетие на двадесети век, бързо добива популярност и става централен инструмент за жанра ребетика и неговите разклонения.  Предната страна на инструмента е плоска и обикновено е богато инкрустирана със седеф. На бузуки се свири с перце и има остър метален звук, напомнящ мандолина, но по-нисък. Има два главни типа бузуки: трикордо (с три двойки струни настроени в унисон) и тетракордо (с четири двойки струни).

## Наименование
Името „бузуки“ произлиза от турското „бозук“, означаващо „счупен“ или „променен“,  заради частичното донастройване, наречено „бозук дюзен“ което обикновено в турски се използва със съответното саз „бозук“. Инструментът е от едно семейство с лютнята и мандолината. Първоначално тялото на инструмента е издялвано от цял дървен блок подобно на саз, но при пристигането си в Гърция в началото на века той е модифициран с добавянето на дъги на гърба, заимствани от неаполитанската мандолина за да се увеличи здравината на корпуса и да издържи силите на опън на по-дебелите метални струни. Инструмент, използван в музиката ребетика е от вида с трите двойки струни, но през 50-те се появява разновидността с 4 двойки струни.